# Херборн
Херборн (њем. Herborn) град је у њемачкој савезној држави Хесен. Једно је од 23 општинска средишта округа Лан-Дил. Према процјени из 2010. у граду је живјело 20.902 становника. Посједује регионалну шифру (AGS) 6532012.

## Географски и демографски подаци
Херборн се налази у савезној држави Хесен у округу Лан-Дил. Град се налази на надморској висини од 287 метара. Површина општине износи 63,8 km². У самом граду је, према процјени из 2010. године, живјело 20.902 становника. Просјечна густина становништва износи 328 становника/km².

## Међународна сарадња
| Мјесто      | Држава    | Врста сарадње | Од    |
| ----------- | --------- | ------------- | ----- |
|             | Пољска    | партнерство   | 1998. |
|             | Француска | партнерство   | 1969. |
| Шенбах      | Аустрија  | партнерство   | 1989. |
| Гунтерсдорф | Аустрија  | партнерство   | 1970. |
| Извор       |           |               |       |